# Charles Montagu, 1:e hertig av Manchester
Charles Montagu, 4:e earl och 1:e hertig av Manchester, född omkring 1660, död 1722, var en engelsk diplomat och sonson till Edward Montagu, 2:e earl av Manchester.
Gift med Doddington Greville 1690 och far till William Montagu, 2:e hertig av Manchester och till George Montagu, 3:e hertig av Manchester. 
Manchester stred i kung Vilhelm III:s här i slaget vid Boyne 1690, var 1699-1701 engelskt sändebud i Paris med särskilt uppdrag att övervaka den avsatta stuartska kungafamiljens stämplingar, var 1707-08 sändebud i Republiken Venedig och upphöjdes 1719 till hertig av Manchester.